# 威遠煤礦小火車及黃泥段窄軌鐵路
威遠煤礦小火車及黃泥段窄軌鐵路位於四川省內江市威遠縣黃荊溝鎮，文物遺址年代判定為1961年。2012年7月16日公佈為第八批四川省文物保護單位。
1950年代末、60年代初，威遠煤礦是全國出名的低硫、低磷、低灰優質煤企業，乃四川省四大煤礦之一，是省內重點冶金、化工、建材、機械製造企業的特供燃料單位和重要的能源基地，為此，1959年中國興建了成渝鐵路支線資威鐵路，直達威遠煤礦設在呢河大煤倉。此後，1961年，又建成了會長7.5公里的窄軌鐵路，從呢河至威遠煤礦本部黃荊溝。火車採用採用第一次工業革命的技術，至今仍保留著傳統的燃煤式爐噎門、人工手鏟加煤、鍋爐蒸汽傳動、古曲式汽笛、窄小的輪軸，與之配套的鐵軌軌距726毫米，被稱為“寸軌”，只有普通列車軌距的一半左右。在1960、70年代威煤最鼎盛時期，威煤火車站曾有過10列小火車。現存3輛，其中一輛已經完全報廢，另外兩輛被修復，隨時可以運行，軌道現存1公里左右。
威遠煤礦小火車．黃泥段窄軌鐵路與犍為嘉陽小火車可能是世界上唯一兩處僅存的寸軌蒸汽小火車，被形象地稱之為“原生態的工業革命活景觀”、“活著的18世紀工業革命博物館”，是第一次工業革命時代的文明產物一一“蒸汽小火車”，是不可多得的工業文化遺產。2009年，威遠煤礦小火車·黃泥段窄軌鐵路被威遠縣人民政府公佈為縣級文物保護單位。